# خوليو سيزار كادينا
خوليو سيزار كادينا (بالإسبانية: Julio César Cadena)‏ ولد بتاريخ 29 أغسطس 1963 في كولومبيا، هو دراج كولومبي سابق.

## روابط خارجية
- خوليو سيزار كادينا على موقع أرشيف الدراجات (الإنجليزية)
- خوليو سيزار كادينا على موقع إحصائيات الدراجات الإحترافية (الإنجليزية)
- خوليو سيزار كادينا على موقع CycleBase (الإنجليزية)